# جيمس هيل (لاعب كرة قدم أمريكية)
جيمس هيل (بالإنجليزية: James Hill)‏ هو لاعب كرة قدم أمريكية أمريكي، ولد في 25 أكتوبر 1974 في دالاس في الولايات المتحدة.

## وصلات خارجية
- جيمس هيل على موقع مرجع كرة القدم المحترفة.كوم (الإنجليزية)